# Bombardier Flexity Freedom
Der Flexity Freedom ist eine Familie von 100-%-Niederflur-Stadtbahnwagen von Bombardier Transportation, die im Oktober 2011 vorgestellt wurde. Sie wurde parallel zum Flexity 2 für den nordamerikanischen Markt entwickelt und wird auch nur dort in den Werken in Thunder Bay (Ontario) und Ciudad Sahagún produziert. Bei der Konstruktion wurde besonders auf die Erfüllung von kanadischen und US-amerikanischen Normen geachtet.
Die ersten Bestellungen sollten ab 2016 geliefert werden, jedoch werden die ersten Einheiten nach Produktionsschwierigkeiten erst ab 2018 von den zukünftigen Betreibern getestet. Teilweise wurden Bestellungen sogar zum Vorteil des Konkurrenten Alstom mit dessen Citadis-Familie reduziert.

## Technik und Aufbau
Die Fahrzeuge sind als kaltgefügte Multigelenkwagen ausgeführt und basieren auf dem Flexity Outlook C. Die Laufwerke verfügen über Radsätze mit durchgehenden Radsatzwellen und erlauben dennoch einen stufenfreien Durchgang.

## Betreiber

### Waterloo

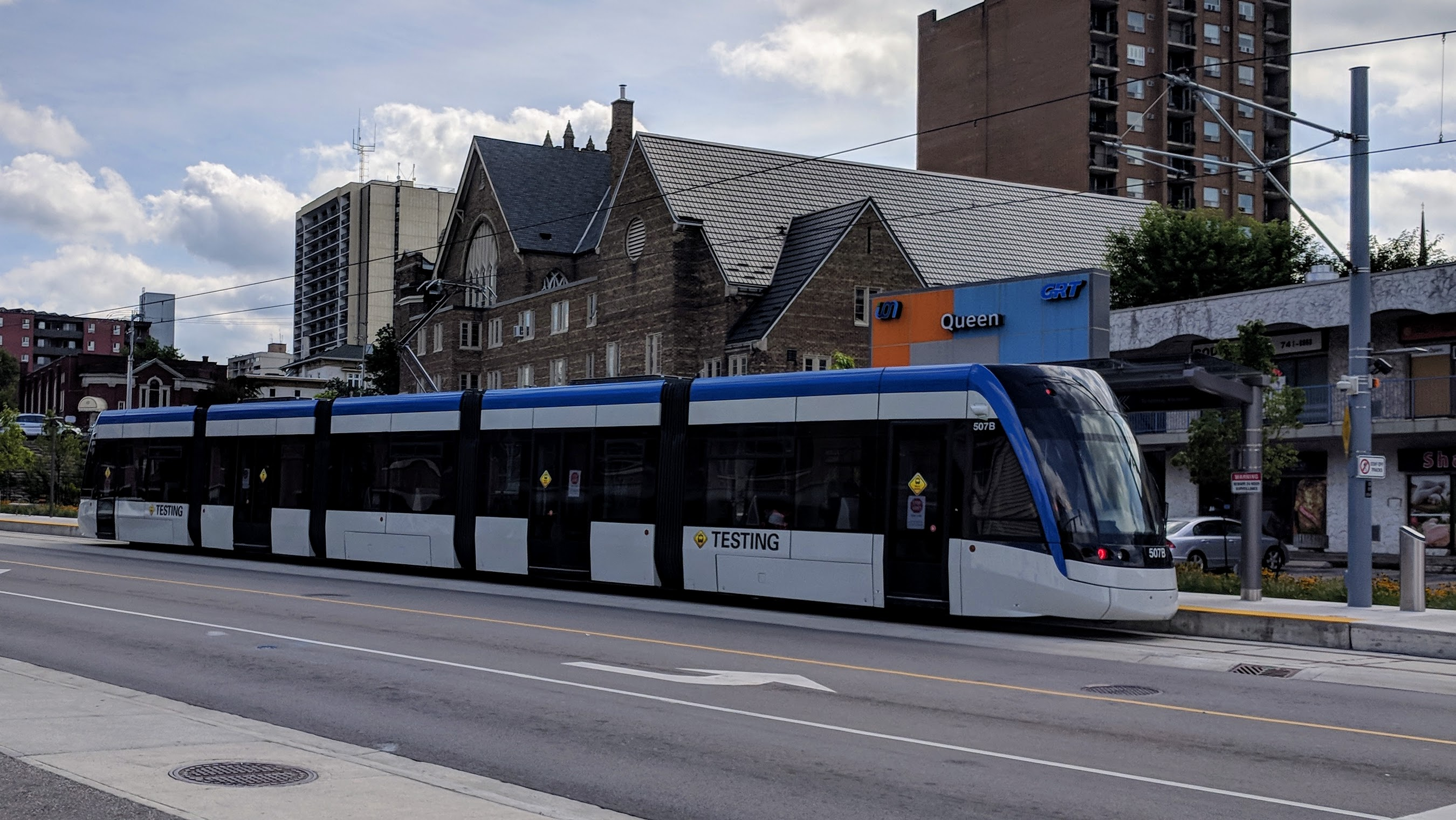
Wagen 507 an der Station Queens im Testbetrieb im August 2018

Waterloo Region, eine Regionalgemeinde in der kanadischen Provinz Ontario, hat die in diesem Fall fünfteilig ausgeführten Flexity Freedom für das Ion-Rapid-Transit-Projekt vorgesehen, dass sich seit 2009 in der Entwicklung befand. Es wurde schließlich ab 2014 errichtet und sollte Ende 2017 in Betrieb gehen.
Im Mai 2016 wurden Lieferschwierigkeiten bei Bombardier bekannt, in deren Folge die Eröffnung auf Mai 2018 verschoben wurde. Ursprünglich umfasste der Vertrag 14 Einheiten, die bis spätestens August 2016 geliefert werden sollten, mit einer Option für 16 weitere. Tatsächlich geliefert wurde das erste Fahrzeug (Wagen 501) dann im Februar 2017, es stellte sich jedoch als nicht testfähig heraus. Die nötige Software bis Mai 2017 zu liefern, wurde nicht eingehalten. Mitte 2017 März wurde Journalisten der Bau des zweiten Fahrzeugs gezeigt, das im Juni geliefert werden sollte. Dies wurde Monat um Monat verschoben, bis es schließlich im Oktober 2017 in den Werkstätten von Ion eintraf. Anschließend wurde versprochen, nun im Abstand von zwei Wochen jeweils ein weiteres Fahrzeug zu liefern, um bis Ende 2017 den Kontrakt zu erfüllen, tatsächlich wurde bis dahin gerade mal das dritte Fahrzeug ausgeliefert, und das vierte Fahrzeug dann Januar 2018. Der letzte Triebwagen der Bestellung erreichte Waterloo schließlich im Juni 2018.
Auf dem Betriebshof Ion fuhr der erste Triebwagen erstmals im Dezember 2017 mit lediglich 10 km/h. Anfang 2018 sollten Tests außerhalb des Betriebshofes begonnen werden. Nachdem im Juni 2018 alle Fahrzeuge eingetroffen waren, begann eine Testphase von sechs Monaten für das Gesamtsystem. Der Ion Link sollte mit den Flexity-Freedom-Triebwagen im Dezember 2018 in Betrieb gehen. Die Ion-Linie wurde am 21. Juni 2019 eröffnet. Als Ausgleich für die Lieferverzögerungen wurde ein zusätzliches Fahrzeug gebaut und 2021 ausgeliefert.

### Toronto
In Toronto wurde in den 2000er Jahren der Transit-City-Plan entwickelt, nach dem sechs zusätzliche Stadtbahnlinien errichtet werden sollen. Diese Planungen wurden in den Plan The-Big-Move der Provinzregierung für den Großraum Toronto (Greater Toronto and Hamilton Area (GTHA)) übernommen. Daraus ergab sich ein Bedarf von etwa 300 Stadtbahnwagen. Noch im Juni 2010 bestellte die ÖPNV-Agentur der Provinzregierung Metrolinx 182 Wagen bei Bombardier. Sie sollten in einem Werk in der Nähe gebaut werden. Die Lieferung war für die Jahre 2013 bis 2020 geplant.
Im Gegensatz zur bisherigen Breitspur von 1495 mm der Straßenbahn Toronto, die mit Wagen des Typs Flexity Outlook befahren werden, wird das neue Netz regelspurig gebaut, da man sich Preisvorteile für standardisierte Teile verspricht. Im Dezember 2017 einigten sich Metrolinx und Bombardier, den Liefervertrag von 182 auf 76 Triebwagen zu reduzieren. Der Preis sollte von 770 Millionen auf 392 Millionen Dollar sinken. Die Flexity Freedom sind nur noch für die Eglinton-Linie vorgesehen, die 2021 in Betrieb gehen soll. Für die Finch-West-Linie in Toronto und die Hurontario-Linie in Mississauga bestellte Metrolinx stattdessen im Mai 2017 61 Citadis beim Konkurrenten Alstom. Sollte Bombardier nicht rechtzeitig liefern können, sollen diese Citadis zuerst auf der Eglinton-Linie eingesetzt werden. Am 8. Januar 2019 erhielt Metrolinx den ersten Flexity Freedom, 2022 wurde die Auslieferung abgeschlossen.
Es handelt sich um eine fünfteilige Ausführung, bei der nach dem Konzept Unechter Zweirichtungswagen nur an einem Wagenende ein Führerstand vorhanden ist, da der Einsatz stets in Doppeltraktion erfolgt.

### Edmonton

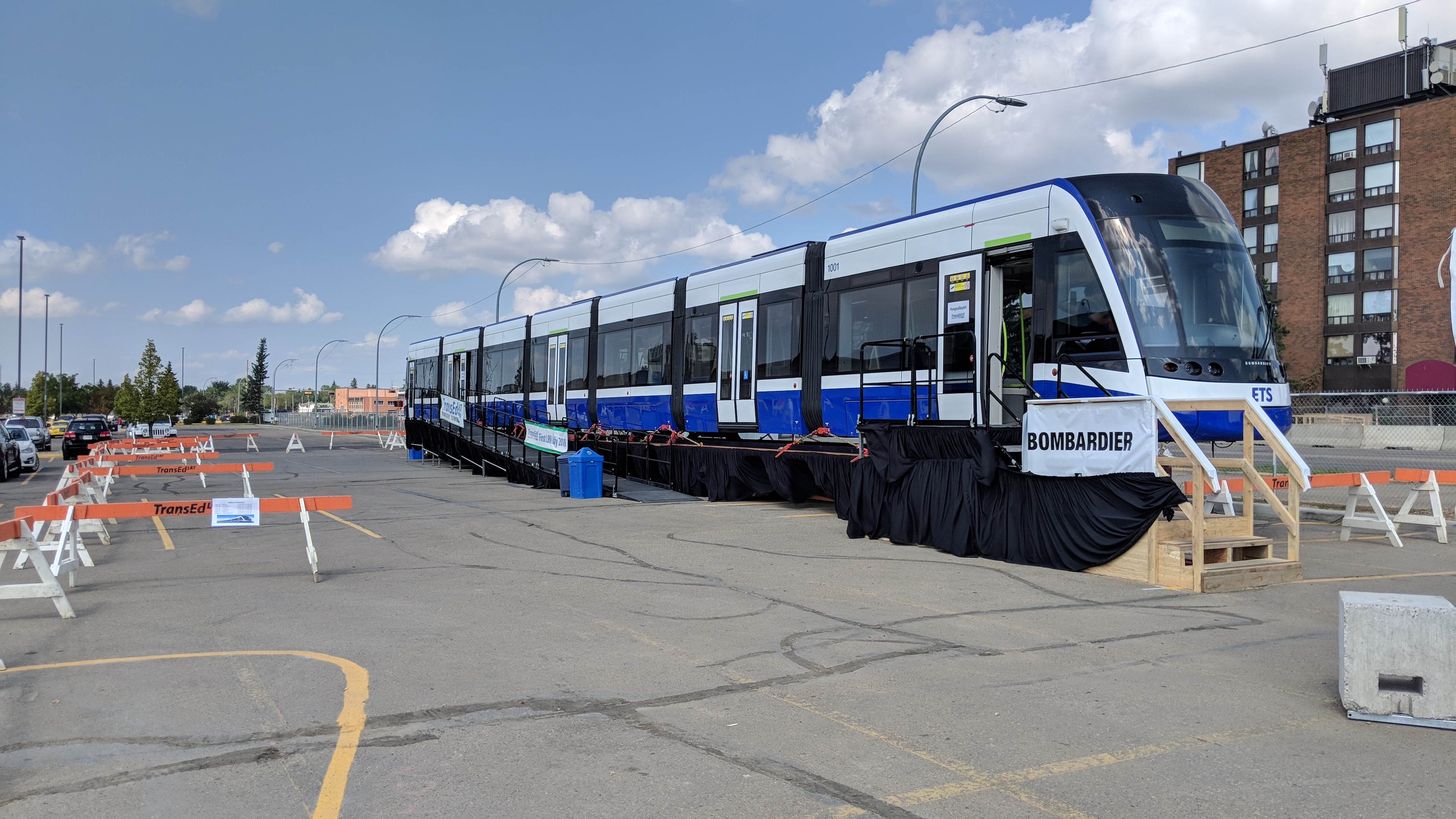
Wagen 1001 bei Ankunft in Edmonton im Juli 2018

Für die neue „Valley Line“ der Stadtbahn Edmonton Light Rail Transit sind ebenfalls Triebwagen des Typs Flexity Freedom vorgesehen. Der Vertrag mit Bombardier umfasst das Gesamtsystem der Stadtbahn (einschließlich Sicherungstechnik und Stromversorgung), er hat einen Umfang von 391 Millionen CDN. Bisher verkehren in Edmonton (Alberta) hochflurige Triebwagen von Siemens. Der erste der 26 Triebwagen wurde im Juli 2018 geliefert.